# Ислам в Северной Македонии
Ислам — одна из традиционных религий Северной Македонии, присутствующая на её территории с XV века. Мусульмане Македонии в основном исповедуют ислам суннитского толка. По данным переписи 2002 года в республике проживает около 674 тыс. мусульман, или 33,3% населения страны. В основном ислам исповедуют албанцы, но также турки, цыгане, славяне (торбеши, горанцы, босняки).

## История

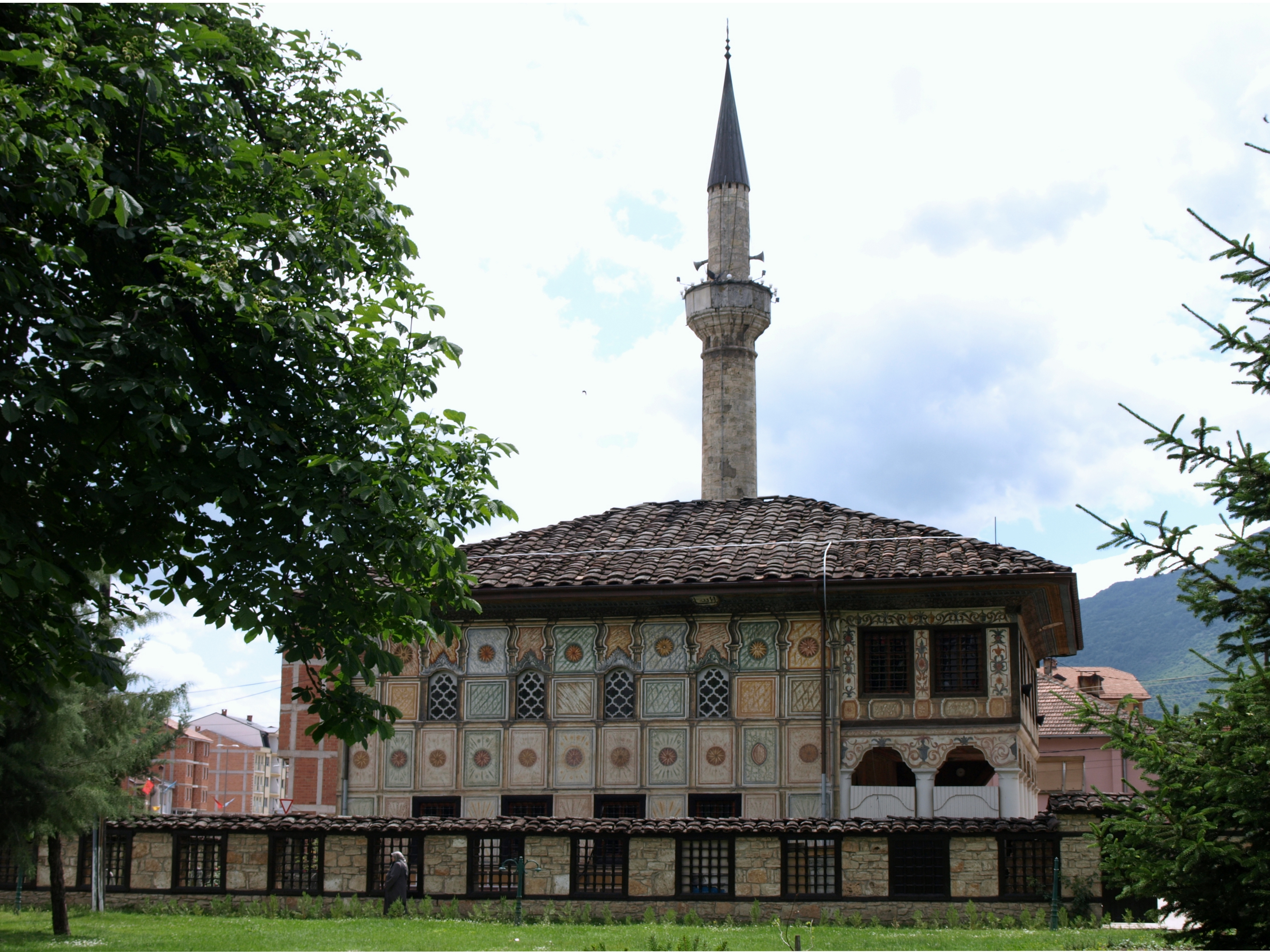
Мечеть Шарена в Тетово. 1438.

Ислам на территории современной Македонии стал широко распространяться вместе с расширением Османской империи в XIV—XV веках. После присоединения средневековой Сербии к Османской империи ислам исповедовало до половины населения. Многие славяне, цыгане и албанцы приняли ислам (происходила исламизация), также с востока сюда переселялись турки и другие мусульманские народы.
В ходе освобождения южных славян от власти Османской империи в XIX века многие мусульмане-мухаджиры покинули Македонию, но естественный прирост албанского населения компенсировал отрицательное сальдо миграции мусульман.

### Динамика численности мусульман
Между 1904 и 1961 доля мусульман в республике падала, но затем начала расти, достигнув 33,33% в 2002. К 2030 доля мусульман должна достичь пика в 40,3% населения, а затем постепенно сократиться и стабилизироваться на уровне около 33% к концу XXI столетия. Последнее объясняется сложной динамикой фертильности мусульманских, в первую очередь албано-мусульманских женщин.
| Год  | Мусульмане, число | Мусульмане, доля |
| ---- | ----------------- | ---------------- |
| 1904 | 634 000           | 36,76%           |
| 1912 | 384 000           | 33, 47%          |
| 1921 | 269 000           | 31,43%           |
| 1948 | 314 603           | 27,29%           |
| 1953 | 388 515           | 29,78%           |
| 1961 | 338 200           | 24,05%           |
| 1971 | 414 176           | 25,14%           |
| 1981 | 546 437           | 28,62%           |
| 1991 | 611 326           | 30,06%           |
| 1994 | 581 203           | 30,04%           |
| 2002 | 674 015           | 33,33%           |

## Этно-языковой состав македонских мусульман
| Место | Национальность | Численность    |
| ----- | -------------- | -------------- |
| 1     | албанцы        | 509,083        |
| 2     | Турки          | 77,959         |
| 3     | Цыгане         | 53,879         |
| 4     | Македонцы      | 40,000-100,000 |
| 5     | Босняки        | 17,018         |